# Оно Харутака
Харутака Оно (яп. 大野 敏隆, нар. 12 травня 1978, Сайтама) — японський футболіст, що грав на позиції півзахисника.
Виступав, зокрема, за клуби «Касіва Рейсол» та «Токіо Верді», а також молодіжну збірну Японії.

## Клубна кар'єра
Народився 12 травня 1978 року в місті Сайтама. Вихованець футбольної команди вищої школи Маебасі Шогьо.
У дорослому футболі дебютував 1997 року виступами за команду клубу «Касіва Рейсол», в якій провів вісім сезонів, взявши участь у 155 матчах чемпіонату. 
Протягом 2003—2004 років також грав на умовах оренди у складі команд «Кіото Санга» та «Нагоя Грампус».
2006 року перейшов до клубу «Токіо Верді», за який відіграв 2 сезони. Більшість часу, проведеного у складі «Токіо Верді», був основним гравцем команди. Завершив професійну кар'єру футболіста виступами за команду «Токіо Верді» у 2008 році.

## Виступи за збірну
1997 року залучався до складу молодіжної збірної Японії. У її складі був учасником молодіжного чемпіонату світу 1997 року.

## Статистика виступів

### Статистика клубних виступів
| Сезон | Команда         | Ліга        | Ігор. | Голів |
| ----- | --------------- | ----------- | ----- | ----- |
| 1997  | «Касіва Рейсол» | Джей-ліга   | 7     | 0     |
| 1998  | «Касіва Рейсол» | Джей-ліга   | 28    | 2     |
| 1999  | «Касіва Рейсол» | Джей-ліга   | 12    | 1     |
| 2000  | «Касіва Рейсол» | Джей-ліга   | 27    | 4     |
| 2001  | «Касіва Рейсол» | Джей-ліга   | 26    | 9     |
| 2002  | «Касіва Рейсол» | Джей-ліга   | 22    | 2     |
| 2003  | «Касіва Рейсол» | Джей-ліга   | 3     | 0     |
| 2003  | «Кіото Санга»   | Джей-ліга   | 12    | 0     |
| 2004  | «Нагоя Грампус» | Джей-ліга   | 10    | 0     |
| 2004  | «Касіва Рейсол» | Джей-ліга   | 12    | 0     |
| 2005  | «Касіва Рейсол» | Джей-ліга   | 18    | 1     |
| 2006  | «Токіо Верді»   | Джей-ліга 2 | 21    | 3     |
| 2007  | «Токіо Верді»   | Джей-ліга 2 | 34    | 3     |
| 2008  | «Токіо Верді»   | Джей-ліга   | 15    | 0     |

## Титули і досягнення
- Володар Кубка Джей-ліги: 1999